# Кримінально-процесуальне право
Кримін́ально-процесу́альне пр́аво (кримін́альне процесу́альне пр́аво) — фундаментальна галузь права (вживається також у значеннях «галузь законодавства», «наукова дисципліна», «навчальна дисципліна»), що регулює суспільні відносини, пов'язані зі здійсненням кримінального провадження.
Кримінально-процесуальне право — система правових норм, що встановлюють типову модель та визначають процесуальну форму діяльності досудового  слідства, прокуратури та суду зі встановлення об'єктивної істини та вирішення інших завдань судочинства, розгляду та розв'язання кримінальних справ, здійснення правосуддя, створюють необхідні юридичні гарантії встановлення істини та захисту прав і свобод людини.
«Кримінально-процесуальне право є однією з основних галузей сучасного права, а кримінальний процес — важливою сферою державної діяльності, пов'язаною з забезпеченням правопорядку в державі та суспільстві» (д.ю.н., проф. Ю. П. Аленін).